# Shinjiro Atae
 (mars 2017).
Shinjiro Atae (與真 司郎, Atae Shinjirō), né le 26 novembre 1988 à Yawata au Japon, est un acteur japonais. C'est aussi un chanteur et danseur du groupe japonais AAA.

## Vie professionnelle
Avant ses débuts dans le groupe AAA, Shinjiro était déjà apparu dans une publicité pour un studio de danse.

## Vie personnelle
Le 26 juillet 2023, il révèle son homosexualité lors d'une rencontre avec des fans.

## Filmographie
Cinéma
- 2012 : Sunakugari
- 2011 : Switch wo osu toki
- 2011 : Kyoufu Shinbun
- 2010 : Ramune
- 2009 : Shugo Tenshi

Drama
- 2009 : Teioh
- 2009 : Love Game (épisode 5)
- 2007 : Delicious Gakuin
- 2006 : Karera no Umi 8
- 2006 : Shinrei Tantei Yakumo